# Szász Gerő (ügyvéd)
Szász Gerő (Csíkszentimre, 1904. október 10. – Budapest, 1984. december 20.) ügyvéd, Csíkszereda polgármestere.

## Életút
A csíkszeredai római Katolikus Főgimnáziumban érettségizett, majd a kolozsvári jogi fakultáson szerzett oklevelet.
Két alkalommal volt Csíkszereda város polgármestere, első ízben 1938. október 1-jei hatállyal a kisebbségi törvény alapján nevezte ki a Maros tartomány kormányzója Csíkszereda polgármesterének, amely tisztséget 1940. szeptember 14.-ig töltötte be. Másodjára a bécsi döntés után, 1940. november 26.-tól a magyar királyi belügyminiszter nevezte ki Csíkszereda főpolgármesterének.
A város területileg tulajdonképpen az ő polgármestersége idején „teljesedett” ki: többszöri próbálkozás után 1939-ben egyesült Zsögöddel majd – levéltári adatok alapján – 1943-ban, Taploca és Csíksomlyó is Csíkszereda része lett.
1944 szeptemberében – a magyar kormány kiürítési parancsának eleget téve –, a város lakosságának többségével együtt hagyta el Csíkszeredát (ekkor visszavonult a teljes magyar adminisztráció), és többé nem tért vissza. 1984-ben bekövetkezett haláláig Budapesten élt. a Farkasréti temetőben nyugszik. 1946-ban azzal a váddal, hogy részt vett a csíkszeredai zsidóság gettósításának megszervezésében, a kolozsvári népbíróság távollétében 20 év börtönre ítélte.